# Wellesley College
Wellesley College es una universidad privada femenina estadounidense que abrió sus puertas en 1875. Fue fundada por Henry Fowle Durant y su esposa Pauline Fowle Durant. Hoy, su misión es "proveer una excelente educación liberal para mujeres que marcarán la diferencia en el mundo". Su lema, la cita bíblica "Non Ministrari sed Ministrare" (Mt 20, 28; 'No he venido a ser servido, sino a servir'), refleja este propósito.

## Resumen
Es privada y se ubica en Wellesley, Massachusetts (13 millas al oeste de Boston). Oferta carreras de cuatro años, aunque también Ofrece un programa de cinco años conjuntamente con el Instituto Tecnológico de Massachusetts.
Es uno de los fundadores de la agrupación Siete Escuelas Hermanas (Seven Sisters). Aproximadamente 2300 estudiantes asisten a sus aulas. Alberga el Wellesley Centers for Women (Centro Wellesley para Mujeres), que está formado por el Center for Research on Women y el Stone Center for Developmental Services and Studies. 
La presidenta actual de Wellesley College es H. Kim Bottomly. A través de su historia, siempre ha tenido a mujeres como presidentes. El tamaño medio de las clases de Wellesley College varían entre las 18 y las 21 estudiantes, y hay aproximadamente 9 estudiantes por profesor. Las Bibliotecas de Wellesley contienen más de 1,5 millones de libros catalogados, periódicos, grabaciones, mapas y otros elementos. En el año 2002, sus fondos propios rondaban los mil millones de dólares. La mitad de las estudiantes recibe algún tipo de ayuda financiera ya que el precio de la matrícula supera los 36.000 dólares al año. 
En Wellesley es donde en 2003 se rodó la película La sonrisa de Mona Lisa. Es reconocido por la pintoresca belleza de su campus de 2 km² que incluye el Lago Waban y bosques de árboles de hoja perenne.

## Historia parcial
Fundado por Henry y Pauline Fowle Durantula, los estatutos de Wellesley College fueron firmados el 17 de marzo de 1870 por el gobernador de Massachusetts William Claflin. Su nombre original fue Seminario Femenino de Wellesley, y el cambio de nombre a Wellesley College fue aprobado por la cámara legislativa de Massachusetts el 7 de marzo de 1873. El día de apertura fue el 8 de septiembre de 1875. La primera presidenta fue Ada L. Howard, a la que siguieron Alice E. Freeman (posteriormente Alice Freeman Palmer), Helen Almira Shafer, Julia Josephine Thomas Irvine, Caroline Hazard, Ellen Fitz Pendleton, Mildred McAfee (posteriormente Mildred McAfee Horton), Margaret Clapp, Ruth M. Adams, Barbara Wayne Newell, Nannerl Overholser Keohane y Diana Chapman Walsh.

## Alumnas destacadas
- Katharine Lee Bates (1880) (autora de las palabras América la bella)
- Annie Jump Cannon (1884) (astrónoma)
- Marjory Stoneman Douglas (1912) (conservacionista y escritora)
- Madame Chiang Kai-shek (1917) (antigua primera dama de la República de China)
- Bing Xin (1926) (famosa poetisa china, ensayista, escritora de cuentos)
- Judith Krantz (1948) (escritora y periodista)
- Virginia Abernethy (1955) (antropóloga)
- Madeleine Albright (1959) (antigua Secretaria de Estado de EE. UU.)
- Judith Martin (1959) (periodista)
- Nora Ephron (1962) (directora de cine)
- Lynn Sherr (1963) (periodista)
- Cokie Roberts (1964) (periodista)
- Diane Sawyer (1967) (periodista)
- Hillary Rodham Clinton (1969) (Senadora de los EE. UU.; antigua primera dama de los EE. UU.; antigua Secretaria de Estado de EE. UU. ;Candidata a la presidencia de los EE. UU. )
- Anne W. Patterson (1971) (actual embajadora de EE. UU. en Pakistán y anterior embajadora en las Naciones Unidas)
- Pamela Melroy (1983) (astronauta)
- Lisa Kleypas (1986) (novelista)
- Katie Johnson (2003) (actual secretaria personal del presidente de EE. UU.)

- Datos: Q49205
- Multimedia: Wellesley College / Q49205